# Agyemang Diawusie
Agyemang Diawusie (Berlin, 1998. február 12. – 2023. november 28. vagy előtte) német labdarúgó, csatár.

## Pályafutása
2015 és 2018 között az RB Leipzig labdarúgója volt. A 2017–18-as idényben kölcsönben a Wehen Wiesbaden csapatában szerepelt. 2018 és 2020 között az Ingolstadt, 2019-ben a Wehen Wiesbaden, 2020 és 2022 között a Dynamo Dresden, 2022–23-ban az osztrák SV Ried játékosa volt. 2023-ban az SpVgg Bayreuth, majd az SSV Jahn Regensburg játékosa volt haláláig.
Háromszor szerepelt a német U15-ös válogattoban. 2016-ban egy alkalommal játszott a német U19-es válogatottban.

## Statisztika
2016. március 13. szerint.
| Klub               | Szezon             | Bajnokság | Bajnokság | Kupa  | Kupa  | Európa | Európa | Összesen | Összesen |
| Klub               | Szezon             | Mérk.     | Gólok     | Mérk. | Gólok | Mérk.  | Gólok  | Mérk.    | Gólok    |
| ------------------ | ------------------ | --------- | --------- | ----- | ----- | ------ | ------ | -------- | -------- |
| RB Leipzig         | 2015–16            | 0         | 0         | 0     | 0     | —      | —      | 0        | 0        |
| RB Leipzig         | Összesen           | 0         | 0         | 0     | 0     | 0      | 0      | 0        | 0        |
| Karrierje összesen | Karrierje összesen | 0         | 0         | 0     | 0     | 0      | 0      | 0        | 0        |